# 宮之奇諫假道
宫之奇谏假道是《左传》裡的一个典故。

## 历史背景
前655年（魯僖公五年，周惠王二十二年），晋国要借虞国的路灭掉西虢国。虞国大夫宫之奇看出了晋国打算顺路吞并虞国的阴谋，向虞公苦谏，想让君王注意到这一点。虞公认为虞、晋都是姬姓，晋国不会对同姓兄弟的国家下毒手。
宫之奇用“辅车相依，唇亡齿寒”来形容西虢国与虞国的关系。意思是，西虢国和虞国是近邻，而且西虢国是虞国的屏障，西虢国如果被灭亡，虞国不仅不会得到任何好处，而且还会失去屏障，随时有被晋国吞并的危险。
虞公不听，执意让晋国军队通过。宫之奇无奈，只好离开了虞国。
结果，晋国在灭掉西虢国之后，在回程路上灭掉了虞國，生擒虞公。

## 典故引申义
- 对大臣的进谏要三思。
- 不要天真地相信自己的同姓兄弟。
- 让别的国家的军队进入自己国家是兵家大忌。

## 成語
- 假道伐虢